# Teorema de Siegel–Walfisz
En teoria analítica de nombres, el teorema de Siegel–Walfisz va ser derivat per Arnold Walfisz com a aplicació del teorema de Carl Ludwig Siegel en nombres primers en una progressió aritmètica.

## Enunciat del teorema de Siegel–Walfisz
Es defineix
{\displaystyle \psi (x;q,a)=\sum _{n\leq x \atop n\equiv a{\pmod {q}}}\Lambda (n),}
on {\displaystyle \Lambda } denota la funció de von Mangoldt i φ és la funció φ d'Euler.
El teorema expressa que, donat un nombre real qualsevol N, existeix una constant positiva CN que depèn únicament de N tal que
{\displaystyle \psi (x;q,a)={\frac {x}{\varphi (q)}}+O\left(x\exp \left(-C_{N}(\log x)^{\frac {1}{2}}\right)\right),}
sempre que (a, q) = 1 i
{\displaystyle q\leq (\log x)^{N}.}
La constant CN no és efectiva computacionalment perquè el teorema Siegel és inefectiu.
Del teorema es pot deduir la següent forma del teorema dels nombres primers per a progressions aritmètiques: si, per (a,q)=1, mitjançant {\displaystyle \pi (x;q,a)} denotem el nombre de primers menor o iguals que x que són congruents amb a mod q, llavors
{\displaystyle \pi (x;q,a)={\frac {{\rm {Li}}(x)}{\varphi (q)}}+O\left(x\exp \left(-{\frac {C_{N}}{2}}(\log x)^{\frac {1}{2}}\right)\right),}
on N, a, q, CN i φ són definits com en el teorema, i Li denota la integral logarítmica desplaçada.